# Dasjnak
De Armeense Revolutionaire Federatie (HHD-Dasjnak) (Armeens(traditioneel): Հայ Յեղափոխական Դաշնակցութիւն, Hay Heqapoxagan Tašnagcutyun; (hervormd): Հայ Հեղափոխական Դաշնակցություն, Hay Heqapoxakan Dašnakcutyun, Դաշնակ — Tashnag of Dasjnak) is een politieke partij in Armenië.
De Dasjnakpartij werd in 1890 opgericht als progressief en sociaaldemocratische politieke organisatie die streefde naar een onafhankelijke Armeense staat. Tot de oprichters behoorden Christofor Mikaeljan, Rostom Zarjan en Simon Zavarjan. De partij streefde naar de hereniging van Russisch- en Turks-Armenië. De partij hield haar eerste congres in 1892 in Georgië. 

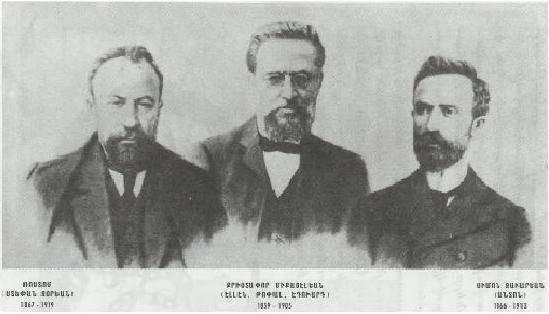
Oprichters van de ARF, van links naar rechts: Stepan Zorjan, Christapor Mikaeljan, Simon Zavarjan

Toen de Armeens-Tataarse Oorlog uitbrak tussen Armenen en de 'Kaukasische Tataren' (Azerbeidzjanen) in 1905, gaf de Dasjnak de Russen hiervan de schuld. De Armeense revolutionair en latere bevelhebber van het Armeens Legioen van de Duitse Wehrmacht, vermoordde hierop de Russische gouverneur-generaal Nakasjidze, die door de Armenen werd gezien als de aanstichter van de bloedbaden. 
De tsaristische vertegenwoordiger voor de Kaukasus, Vorontsov-Dasjkov verklaarde dat de Dasjnak verantwoordelijk was voor een belangrijk deel van de instigaties tot de bloedbaden en schreef dat Dasjnak-milities de moslims aanvielen en vaak de bevolking van hele dorpen uitroeiden. De Dasjnak verklaarde echter dat hun organisatie hielp bij het organiseren van de verdediging van de Armeense bevolking tegen moslimaanvallen. De slagen die werden uitgedeeld door Armeense vechteenheden zorgden voor een versnelde consolidatie van de moslimgemeenschap in de Kaukasus. De Dasjnak beschouwde in die periode gewapend optreden inclusief terreur als noodzakelijk voor het bereiken van politieke doelen.
De Armeense Revolutionaire Federatie (ARF) werd beginjaren 1890 actief binnen het Ottomaanse Rijk met het oog op de eenmaking van de verschillende kleine groepen in het rijk dat werd gepleit voor een hervorming.
Op vrijdag 21 juli 1905 pleegden de leden van de Dasjnak een aanslag op Abdülhamid II in de hoofdstad van het Ottomaanse Rijk, Istanbul. Deze moordpoging op de sultan bij de Yildiz Hamidiye-moskee mislukte. De Dasjnak verloor ook een van haar grondleggers, Kristapor Mikaeljan, in een explosie tijdens de planning van de operatie. Bij de aanslag met een tijdbom met 80 kilo melaniet vielen 26 doden en 56 gewonden, voornamelijk koetsiers en soldaten. Tevens werden 55 paarden gedood. De Belgische anarchist Edward Joris gold als hoofdverdachte in deze aanslag, die door de ARF op touw was gezet en die voornamelijk door Russische, Amerikaanse en Bulgaarse Armeniërs werd gefinancierd.

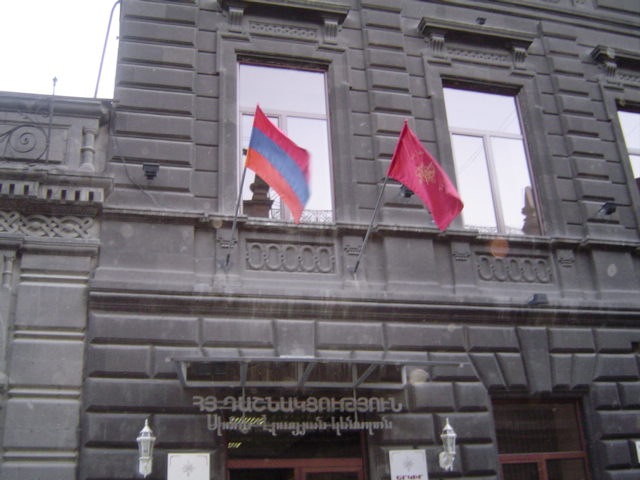
Het hoofdkantoor van de ARF in de hoofdstad van Armenië, Jerevan

Na de Armeense genocide (1915) schakelden leden van de Dasjnakpartij (de zogenaamde Zinvori-groepen) na de Eerste Wereldoorlog personen uit die zij verantwoordelijk achtten voor de genocide (o.a. Djemal Pasja en Talaat Pasja). 
Tijdens de kortstondige Armeense Republiek die van 1918 tot 1922 bestond was de Dasjnakpartij de regeringspartij. Na de annexatie van Armenië door de Sovjet-Unie in 1920 werd de Dasjnakpartij verboden. De Dasjnakpartij bleef echter voortbestaan in de diaspora (met name in Australië, de Verenigde Staten, Libanon en Griekenland). Tijdens de Koude Oorlog nam de Dasjnakpartij een anti-Sovjethouding aan. 
Na de onafhankelijkheid van Armenië in 1991 werd de Dasjnakpartij aldaar opnieuw opgericht. In 1994 werd de partij verboden, maar later opnieuw gelegaliseerd. Sinds 1999 is de partij in de regering vertegenwoordigd. De Dasjnakpartij is als waarnemer lid van de Socialistische Internationale. Sinds 2015 is de partij waarnemer van de Europese koepelpartij PES.